# Supercopa dos Países Baixos de 2012
A Supercopa dos Países Baixos 2012 foi a 23ª edição do torneio, disputada em partida única entre o Campeão Neerlandês 2011–12 (Ajax) e o Campeão da Copa dos Países Baixos 2011–12 (PSV Eindhoven).

## Participantes
| Equipe        | Classificação                             |
| ------------- | ----------------------------------------- |
| Ajax          | Campeão Eredivisie de 2011–12             |
| PSV Eindhoven | Campeão Copa dos Países Baixos de 2011–12 |

## Partida
| 5 de agosto de 2012 | PSV Eindhoven                                 | 4 – 2 | Ajax                           | Amsterdam Arena, Amsterdam                 |
| 18:00               | Toivonen 3', 53' · Lens 11' · Wijnaldum 90+4' |       | Alderweireld 44' · Marcelo 75' | Público: 50 000 Árbitro: NED Björn Kuipers |

| PSV | Ajax |

| PSV:           |    |                     |     |     |
|                |    |                     |     |     |
| G              | 1  | Przemysław Tytoń    | 78' |     |
| LD             | 13 | Atiba Hutchinson    |     |     |
| Z              | 3  | Wilfred Bouma       |     |     |
| Z              | 4  | Marcelo             |     |     |
| LE             | 15 | Jetro Willems       |     |     |
| V              | 6  | Mark van Bommel     |     |     |
| M              | 7  | Ola Toivonen        |     | 74' |
| M              | 8  | Kevin Strootman     | 37' |     |
| A              | 17 | Luciano Narsingh    |     | 84' |
| A              | 11 | Jeremain Lens       |     |     |
| A              | 14 | Dries Mertens       |     |     |
| Substituições: |    |                     |     |     |
| M              | 10 | Georginio Wijnaldum |     | 74' |
| A              | 22 | Memphis Depay       |     | 84' |
| Treinador:     |    |                     |     |     |
| Dick Advocaat  |    |                     |     |     |

| AJAX:          |    |                     |       |     |
|                |    |                     |       |     |
| G              | 1  | Kenneth Vermeer     |       |     |
| LD             | 24 | Ricardo van Rhijn   | 90+2' |     |
| Z              | 3  | Toby Alderweireld   | 90+1' |     |
| Z              | 17 | Daley Blind         |       |     |
| LE             | 35 | Mitchell Dijks      | 31'   | 76' |
| V              | 5  | Vurnon Anita        |       |     |
| M              | 10 | Siem de Jong        | 78'   |     |
| M              | 16 | Theo Janssen        | 79'   |     |
| A              | 23 | Aras Özbiliz        |       |     |
| A              | 9  | Kolbeinn Sigþórsson |       | 76' |
| A              | 39 | Viktor Fischer      |       | 65' |
| Substituições: |    |                     |       |     |
| M              | 20 | Lasse Schøne        |       | 65' |
| M              | 18 | Davy Klaassen       |       | 76' |
| LE             | 26 | Dico Koppers        |       | 76' |
| Treinador:     |    |                     |       |     |
| Frank de Boer  |    |                     |       |     |

## Campeão
| Campeão da Supercopa dos Países Baixos de 2012 |
| ---------------------------------------------- |
| PSV EINDHOVEN 9° titulo                        |